# Euxoa petrina
Euxoa petrina là một loài bướm đêm trong họ Noctuidae.